# Peter Matthews
Peter Matthews (Jamaica, 13 de noviembre de 1989) es un atleta jamaicano, especializado en la prueba de 4x400 m en la que llegó a ser subcampeón olímpico en 2016.

## Carrera deportiva
En los JJ. OO. de Río 2016 ganó la medalla de plata en los relevos 4x400 metros, con un tiempo de 2:58.16 segundos, tras Estados Unidos y por delante de Bahamas, siendo sus compañeros de equipo: Nathon Allen, Fitzroy Dunkley, Javon Francis y Rusheen McDonald.